# Days Before Rodeo
Days Before Rodeo er et album udgivet af Travis Scott (Jacques Webster II) i 2014. 
Albummet indeholder ti sange. Det er det første store projekt fra ham.